# Anebocythereis
Anebocythereis is een geslacht van kreeftachtigen uit de klasse van de Ostracoda (mosselkreeftjes).

## Soorten
- Anebocythereis chubutiana Rossi De Garcia & Proserpio, 1978 †
- Anebocythereis cretacica Rossi De Garcia & Proserpio, 1978 †
- Anebocythereis hostizea (Hornibrook, 1952) Ayress, 1993
- Anebocythereis spinosa Rossi De Garcia & Proserpio, 1978 †